# Athletic Club Ajaccien
L'Athletic Club Ajaccien (conegut com a AC Ajaccio) és un club de futbol francès, de la ciutat d'Ajaccio a Còrsega del Sud (Còrsega). Va ser fundat el 1910 i juga a la Ligue 2 del futbol francès.

## Història
L'AC Ajaccio va ser fundat el 1910 però l'equip no es va professionalitzar fins al 1965. El club es va consagrar campió de Còrsega el 1920, 1921, 1934, 1939, 1948, 1950, 1955 i 1964 i en la temporada 1967-68 va debutar a la Ligue 1. A més, l'AC Ajaccio és considerat, al costat del Gazélec Ajaccio i el SC Bastia, com un dels clubs grans de l'illa de Còrsega. Des de la temporada 2011-12 juga a la Ligue 1.

## Uniforme
- Uniforme titular: samarreta blanca amb una franja horitzontal rosada al centre i costats rosats, pantalons blancs, mitges blanques.
- Uniforme alternatiu: samarreta negra, pantalons negres, mitges negres.

## Estadi
L'Stade François-Coty, fundat l'1 de desembre de 1969, té capacitat per a 10.660 persones. L'estadi va tenir dos altres nom: Parc dels Esports de l'AC Ajaccien i Stade Timizzilo. Es va canviar el nom per l'actual en honor d'un alcalde de la ciutat. El club va tenir altre estadi abans de l'actual, el Jean Louis.

## Dades del club
- Temporades a la Ligue 1: 11
- Temporades a la Ligue 2: --
- Major golejada aconseguida: AC Ajaccio 8 - 2 Aix (1968)
- Millor lloc en la lliga: 6º (temporada 70-71)
- Pitjor lloc en la lliga: 20º (temporada 72-73)
- Màxim golejador: Sansonetti (58 gols en Ligue 1)
- Més partits disputats: Le Lamer (141 partits en Ligue 1)

## Entrenadors
- Jean Pietri (pre–1955)
- Félix Pironti (1955–57)
- Michel Brusseaux (1957–58)
- Jean Laune (1958–59)
- Jean-Pierre Knayer (1959–63)
- Mohamed Azzouz (1963–64)
- Ernst Stojaspal (1964–65)
- Alberto Muro (1965–70)
- Louis Hon (1970–71)
- Antoine Cuissard (1971–72)
- André Mori (1972–73)
- Louis Hon (1973–74)
- Lulu Accorsi (1974–75)
- Alain Mistre (1975–76)
- François Paoli (1976–78)
- Mohamed Azzouz (1978–79)
- Unknown (1979–92)
- Baptiste Gentili (1 juliol 1992 – 30 juny 2001)
- Rolland Courbis (1 juliol 2001 – 30 juny 2003)
- Dominique Bijotat (1 juliol 2002 – 21 setembre 2004)
- Olivier Pantaloni (2004)
- Rolland Courbis (8 febrer 2005 – 11 gener 2006)
- O. Pantaloni (interí) (11 gener 2006 – 12 gener 2006)
- José Pasqualetti (12 gener 2006 – 30 juny 2006)
- Ruud Krol (1 juliol 2006 – 30 juny 2007)
- Gernot Rohr (1 juliol 2007 – 30 agost 2008)
- José Pasqualetti (1 setembre 2008 – 23 febrer 2009)
- Olivier Pantaloni (23 febrer 2009 – 13 juny 2012)
- Alex Dupont (22 juny 2012 – 17 desembre 2012)
- Albert Emon (21 desembre 2012 – 28 maig 2013)
- Fabrizio Ravanelli (7 juny 2013 – 2 novembre 2013)
- Christian Bracconi (interí) (3 novembre 2013 – 14 Oct)
- Thierry Debès  (interí)  (Oct 2014)
- Olivier Pantaloni (6 novembre 2014–)

### Torneigs nacionals
- Ligue 2 (2): 1967, 2002
- Championnat National (1): 1998
- Division d'Honneur de Còrsega (9): 1920, 1921, 1934, 1939, 1948, 1950, 1955, 1964, 1994